# جان فان دير هوف
جان فان دير هوف (بالهولندية: Jan van der Hoeve)‏‏ (13 أبريل 1878 في فيلسن - 26 أبريل 1952 في لايدن) طبيب عيون، وأستاذ جامعي من مملكة هولندا.